# Jihozápadní front
Jihozápadní front byl název vojenské formace Rudé armády za druhé světové války, který byl utvořen hned třikrát.
Poprvé byl vytvořen 22. června 1941 z Kyjevského zvláštního vojenského okruhu. Západní hranice frontu byla v červnu 1941 dlouhá 865 km, od řeky Pripjať a města Wlodawa po řeku Prut a město Lipkany na hranicích s Rumunskem. Na severu navazovala na Západní frontu, která sahala až k litevským hranicím, a na jihu na Jižní frontu, která sahala až k městu Oděsa u Černého moře.

## Historie činnosti
Jihozápadní front se během operace Barbarossa nacházel na hlavní ose útoku německé skupiny armád Jih. V době vypuknutí války s Německem front velel Michail Kirponos a obsahoval sovětskou 5., 6., 26. a 12. armádu podél hranic. V záloze za předsunutými jednotkami byly 16. a 19. armáda. Tyto síly se účastnily tankových bojů na západní Ukrajině a byly obklíčeny a zničeny v bitvě u Umaně a v bitvě u Kyjeva (1941) v srpnu a září 1941. Sám Kirponos byl v bitvě o Kyjev zabit.
Front byl okamžitě obnoven s novými silami. V období bitvy o Moskvu jí velel maršál Timošenko a zahrnovala od severu k jihu 40., 21., 38. a 6. armádu. Formálně byla rozpuštěna 12. července 1942 a její síly byly převedeny do Stalingradského frontu a Jižního frontu.
Front byl reformován ze záložních armád 22. října 1942. Dne 20. října 1943 byl přejmenován na 3. ukrajinský front. Prvními operacemi 3. ukrajinského frontu byly bitva na Dněpru a bitva o Kyjev (1943).

## Velitelé
- generálplukovník Michail P. Kirponos (červen 1941 - září 1941: padl v boji)

- maršál Semjon K. Timošenko (září 1941 - prosinec 1941; duben-červenec 1942)

- generálporučík Fjodor Kostenko (prosinec 1941 - duben 1942)

- generálporučík Nikolaj F. Vatutin [v prosinci 1942 povýšen na generálplukovníka] (říjen 1942 - březen 1943)
- generálplukovník Rodion J. Malinovskij (březen 1943 - říjen 1943)